# Mkhitar Goch
Mkhitar (ou Mekhitar) Goch (en arménien Մխիթար Գոշ ; ca. 1120-1213) est un fabuliste, juriste et théologien arménien du XIIe siècle, ayant vécu à la fois en Grande-Arménie et en Petite-Arménie. Il est le fondateur du monastère de Gochavank, ainsi que l'auteur d'un Livre de lois et d'un Livre des fables.

## Biographie

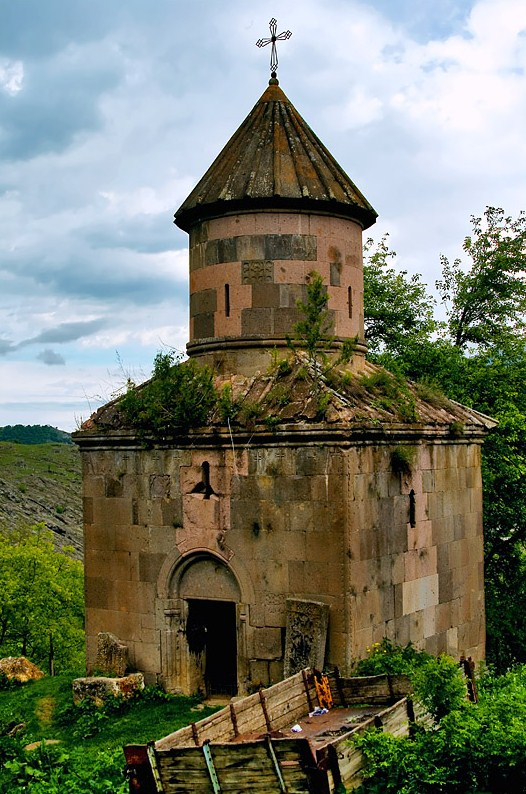
Chapelle funéraire de Mkhitar Goch, à Gochavank.

Mkhitar naît vers 1120 à Gandzak. Devenu prêtre après ses premières études, il reçoit l'enseignement de Hovhannès Tavushetsi et accède au rang de vardapet ; il séjourne au royaume arménien de Cilicie, au monastère de Sev Ler où il termine ses études, avant de revenir en Grande-Arménie et de s'installer au monastère de Getik, jusqu'à sa destruction par un tremblement de terre. 
En 1191, il fonde le monastère de Nor-Getik (Gochavank, d'après le surnom de son créateur, « à la barbe clairsemée ») sous la protection des princes Zakarian ; y dispensant son enseignement (son disciple le plus célèbre étant Hovhannès Vanakan) et y menant des activités religieuses (dont des tentatives de conciliation entre Église arménienne et Église géorgienne), il y meurt en 1213.

## Œuvres
L'œuvre la plus connue de Mkhitar est son Livre de lois, achevé en 1184, et qui constitue une codification partielle, reposant notamment sur son précurseur David de Gandzak, qui devient rapidement la base du droit civil et religieux arménien à l'époque. Il est utilisé en Arménie et en Cilicie, ainsi que dans les colonies de la diaspora arménienne de Pologne et de Crimée, et est traduit en Géorgie au XVIIIe siècle. Cet ouvrage inspire en grande partie le Livre des lois de Smbat le Connétable, en 1265.

Mkhitar rédige également un Livre des fables en langue vernaculaire et en prose, constitué de fables à la manière d'Ésope. Il est en outre l'auteur de plusieurs traités religieux et d'une Chronique d'Aghuanie qui propose une liste des patriarches d'Albanie du Caucase.

## Médaille
Parmi les médailles de la République d'Arménie figure la médaille Mkhitar Gosh ; elle est attribuée aux auteurs de contributions notables en faveur de l'État, dans le domaine politico-social, la diplomatie, le droit et les sciences politiques.